# Russell Watson
Russell Watson (Salford, 23 novembre 1966) è un tenore inglese. È conosciuto per aver cantato nel 1999 l'inno nazionale del Regno Unito alla finale della Coppa del mondo di rugby allo Stadio di Wembley. Durante la sua carriera, gli viene diagnosticato un tumore al cervello, ma nonostante ciò, riesce a pubblicare i suoi album, tra cui That's Life nel marzo 2007.

## Biografia

### Gli inizi
Russell Watson nasce nel Lancashire. Frequenta la Irlam e la Cadishead High School, senza però diplomarsi. In seguito si sposa e inizia a cantare cover di Elvis Presley e di MC Hammer per mantenere la sua famiglia; durante le esibizioni serali al Working men's club viene invitato a cantare pezzi classici, come Nessun dorma di Giacomo Puccini. Nel 1990 vince il concorso "Search for a Star" della Piccadilly Radio di Manchester.
Nel 1998 Watson viene invitato a cantare all'Old Trafford durante l'intervallo di una partita di calcio per ricordare il disastro aereo di Monaco di Baviera avvenuto il 6 febbraio 1958 che ha coinvolto i giocatori del Manchester United, ma alla fine è Mick Hucknall a cantare al suo posto.
Nel 1999 canta l'inno nazionale inglese allo stadio di Wembley, successivamente canta all'Old Trafford in occasione della finale tra Manchester United e il Tottenham Hotspur, e, insieme a Montserrat Caballé, alla finale di UEFA Champions League a Barcellona nella partita tra Manchester United and Bayern Monaco.
Nello stesso anno partecipa come ospite al concerto "The countdown concerts" di Cliff Richard dove interpreta la canzone "I believe".

### The Voice
Nel maggio 2001 esce il suo album di debutto The Voice, contenente diverse arie e cover di canzoni pop, raggiungendo la vetta delle classifiche musicali inglesi e statunitensi. In seguito Slash gli propone di entrare a far parte del gruppo nascente Velvet Revolver, ma Watson rifiuta la proposta, continuando così la sua carriera da solista.
Partecipa alla colonna sonora di Star Trek: Enterprise, cantando Where My Heart Will Take Me, scritto da Diane Warren.
Nel 2002 esce il singolo Nothing Sacred – A Song for Kirsty per raccogliere fondi per l'ospizio Francis House di Didsbury.
Nel 2005 collabora con il duo Secret Garden nella canzone Always There, contenuta nell'album Earthsongs.

### La malattia
Nel 2006 Watson interpreta il ruolo di Parson Nathaniel nel riadattamento della versione musicale de La guerra dei mondi di Jeff Wayne del 1978. Nello stesso anno partecipa al reality Just the Two of Us e pubblica il singolo Can't Help Falling In Love con Siân Reeves.
In quel periodo gli viene diagnosticata al Cedars-Sinai Medical Center un adenoma pituitario, avvertito da Watson già nel 2005 sotto forma di mal di testa e un conseguente calo della vista, culminati mentre si recava a Los Angeles per registrare il suo album That's Life.  Il 24 settembre 2006 viene ricoverato al St George's Hospital di Tooting e operato per la rimozione del tumore che si è rivelato essere benigno. Dopo questa vicenda, completa la registrazione dell'album a Los Angeles che viene pubblicato il 5 marzo 2007, in concomitanza con un tour previsto nell'ottobre 2006.
Il 24 ottobre 2007, mentre registra l'album Outside In, Watson si sente male e scopre che il tumore al cervello si è rigenerato: è stato portato all'Alexandra Hospital a Cheadle per essere operato e ricoverato in terapia intensiva, dimettendosi poi il 31 ottobre e sottoponendosi a un intenso programma di riabilitazione, tra cui radioterapia. Outside In esce il 26 novembre.

### Dal 2008
Il 5 luglio 2008 Watson entra a far parte della giuria della trasmissione Last Choir Standing. Il 17 novembre esce l'album People Get Ready e il 25 dicembre si esibisce alla speciale di Natale della trasmissione Strictly Come Dancing (versione inglese di Ballando con le stelle). Il 5 giugno pubblica la sua autobiografia Finding My Voice.
Tra aprile e maggio 2009 Watson intraprende un tour di 20 date nel Regno Unito. A Kaohsiung apre l'ottava edizione dei Giochi mondiali. Il 23 e 24 settembre partecipa alla prima mondiale del musical svedese Kristina från Duvemåla di Benny Andersson e Björn Ulvaeus degli ABBA, nel ruolo di Karl-Oskar.
Nel 2015 interpreta Roscoe in uno speciale concerto del musical Follies alla Royal Albert Hall in occasione dell'ottantacinquesimo compleanno di Stephen Sondheim.

## Discografia

### Album in studio
- 2001 - The Voice (UK #5)
- 2002 - Encore (UK #6)
- 2003 - Reprise (UK #13)
- 2005 - Amore Musica (UK #10)
- 2007 - That's Life (UK #4)
- 2007 - Outside In (UK #14)
- 2008 - People Get Ready (UK #20)
- 2010 - La Voce (UK #13)
- 2012 - Anthems – Music To Inspire A Nation (UK #5)
- 2013 - Only One Man (UK #17)
- 2016 - True Stories (UK #30)
- 2018 - In Harmony (con Aled Jones) (UK #8)
- 2019 - Back In Harmony (con Aled Jones) (UK #7)
- 2022 - Christmas With Aled And Russell (con Aled Jones) (UK #14)

### Raccolte
- 2006 - The Voice: The Ultimate Collection (UK #2)
- 2006 - The Very Best Of Russell Watson
- 2008 - The Ultimate Collection: Special Edition (UK #17)
- 2010 - With Love From Russell Watson
- 2010 - The Platinum Collection (UK #14)
- 2020 - 20 (UK #10)

### Singoli
- 1999 - Swing Low '99 (UK #38)
- 2000 - Barcelona (Friends Until the End) (con Shaun Ryder) (UK #68)
- 2002 - Someone Like You (con Faye Tozer) (UK #10)
- 2002 - Nothing Sacred – A Song For Kirsty (UK #17)
- 2006 - Can't Help Falling In Love (UK #69)
- 2022 - A Spaceman Came Travelling (con Aled Jones)
- 2022 - O Holy Night (con Aled Jones)